# 蘇南公園ローラースケート場

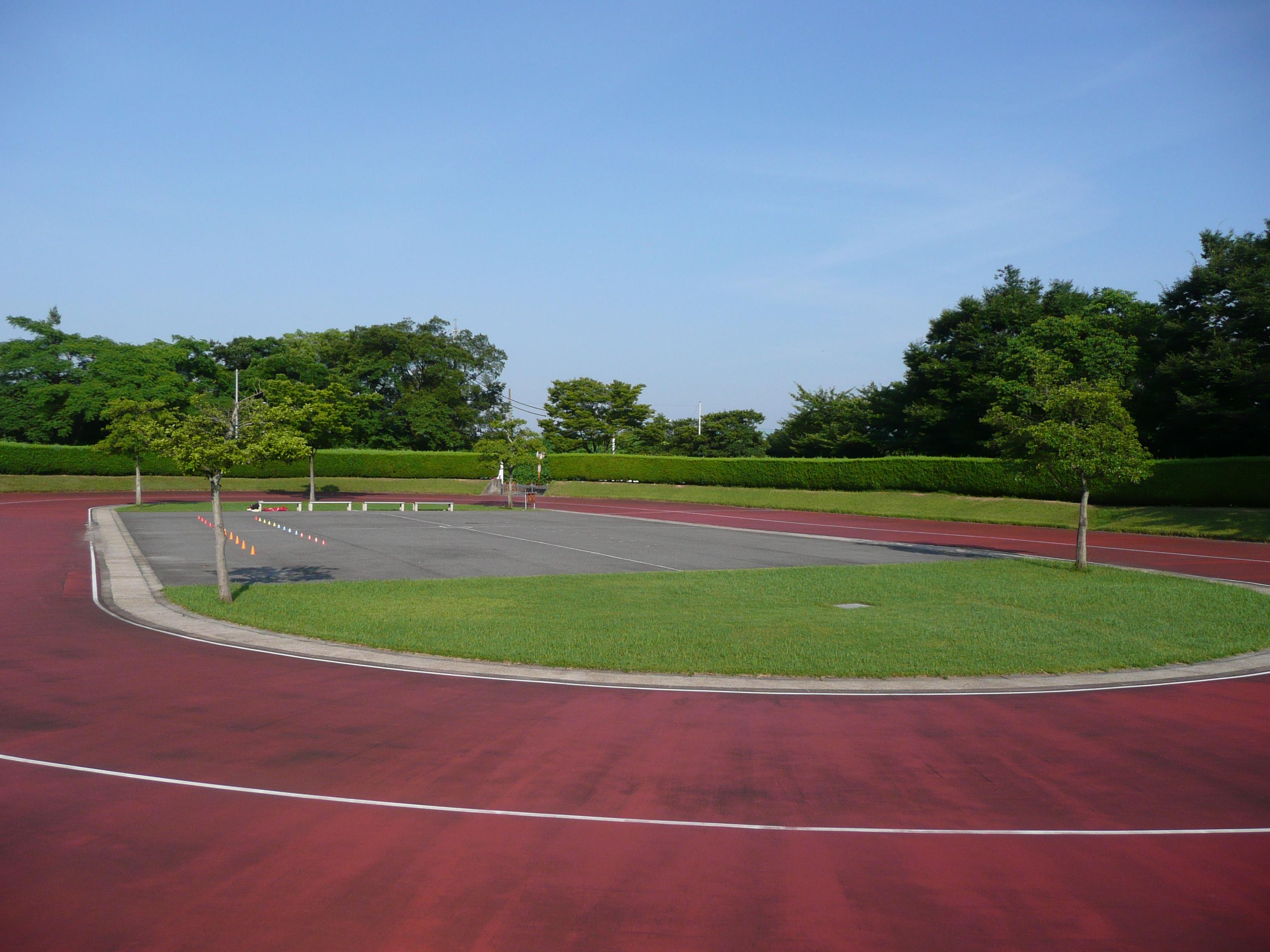
蘇南公園ローラースケート場

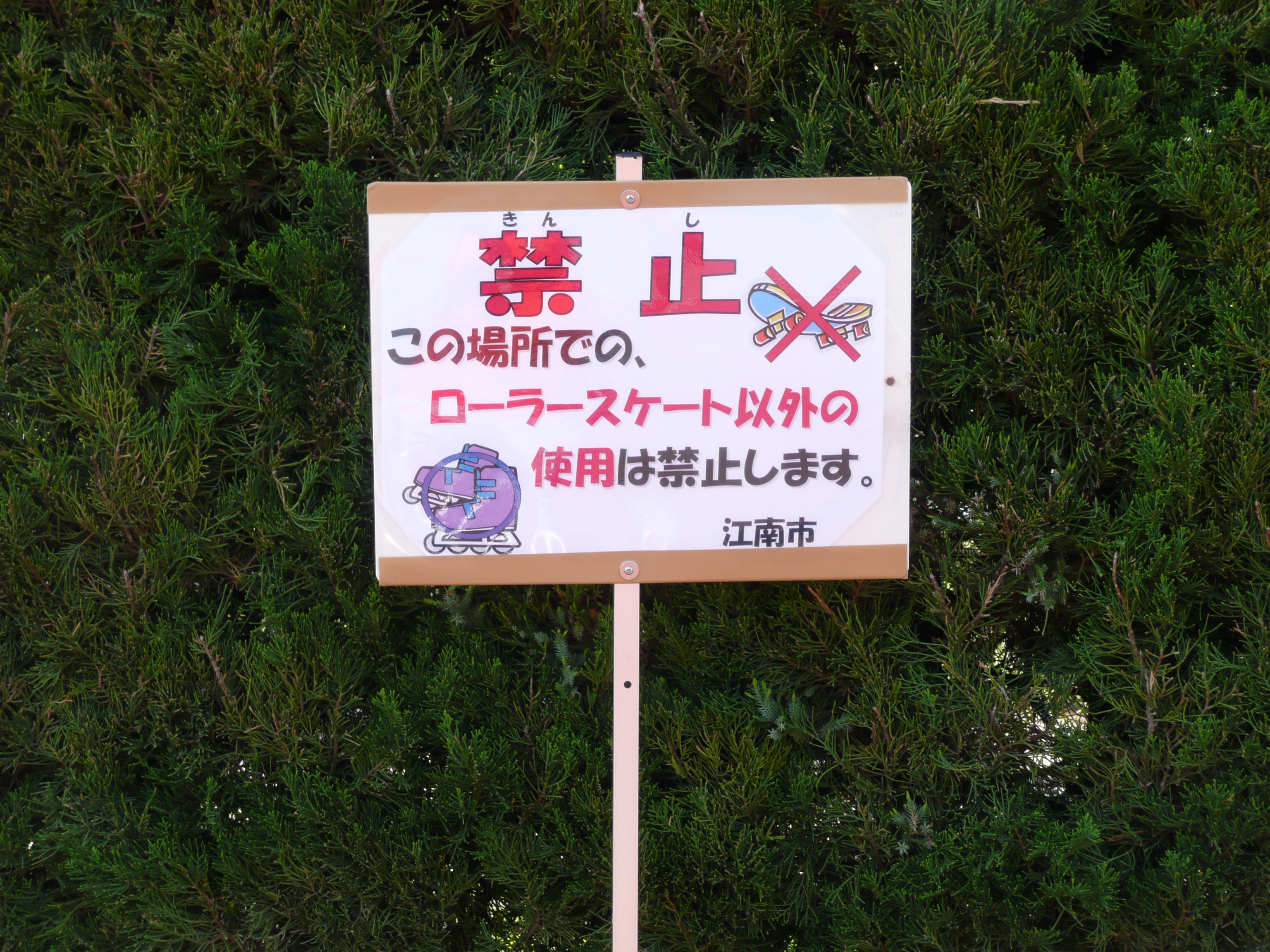
「ローラースケート以外使用禁止」を示す、場内の立て看板

蘇南公園ローラースケート場（そなんこうえんローラースケートじょう）は、愛知県江南市にあるローラースケートを楽しむための施設。

## 概要
一周150mのリンクと、中央部分のアスファルトで構成されている。ローラースケート以外は滑走禁止。利用料金は当時は無料だが、現在は有料になっている。

## 営業時間
7月・8月以外
9：00～17：00
7月・8月
8：00～12：00、14：00～18：00
※ 年末年始、雨天、雪天時は休場。貸しスケート有り（無料）。現在は貸靴はなくなった。

## 所在地
- 愛知県江南市宮田町本田島322番地

## 交通手段
公共交通機関
名鉄バス「宮田」停留所下車、徒歩で約3分。
自動車
東海北陸自動車道 一宮木曽川インターチェンジより約8分（駐車場無料）。